# マコーリフ (小惑星)
マコーリフ (3352 McAuliffe) は、アモール群にある小惑星。1981年にローウェル天文台のノーマン・G・トーマスによって発見された。
現役教師ながらアメリカ最初の民間人女性宇宙飛行士（NASAに「Teacher in Space」という枠で採用された唯一の文系出身の宇宙飛行士）となり、1986年1月28日にチャレンジャー号爆発事故で死亡したSTS-51-LのSpaceflight Participant、クリスタ・マコーリフに因んで命名された。
マコーリフはA型小惑星であり、カンラン石に富んでいると考えられる。ディープ・スペース1号の探査対象候補だった（実際にはブライユが探査対象になった）。